# 4691 Toyen
A 4691 Toyen (ideiglenes jelöléssel 1983 TU) a Naprendszer kisbolygóövében található aszteroida. Antonín Mrkos fedezte fel 1983. október 7-én.